# Río Matagente
El río Matagente es un río de la vertiente del Océano Pacífico ubicado en el departamento de Ica del Perú. Desemboca en el océano Pacífico. Forma parte de la cuenca del río San Juan-Matagente.